# Frauenfeld
Frauenfeld – miasto i gmina (Politische Gemeinde) w północno-wschodniej Szwajcarii, siedziba administracyjna kantonu Turgowia, oraz okręgu (Bezirk) Frauenfeld. Leży nad rzekami Murg oraz Thur.

## Demografia
We Frauenfeldzie mieszka 25 971 osób. W 2021 roku 24,8% populacji gminy stanowiły osoby urodzone poza Szwajcarią. 

## Współpraca
Miejscowość partnerska:
- Kufstein, Austria

## Transport
Przez teren miasta przebiegają autostrada A7 oraz drogi główne nr 1, nr 14, nr 465 i nr 466.